# مقاطعة فتيفان فودا
فتيفان فودا هي مقاطعة في جنوب شرق مولدوفا، مع المركز الإداري في فتيفان فودا. اعتبارا من 1 يناير 2011 ، كان عدد سكانها 71,900 نسمة. تقع المدينة على بعد 100 كم من كيشيناو وعلى بعد 100 كم من أوديسا، أوكرانيا .

## التركيبة السكانية
1 يناير 2012 كان عدد سكان المنطقة 71,500 منهم 12.1 ٪ حضري و 87.9 ٪ سكان الريف
- المواليد (2010): 832 (11.5 لكل 1000)
- الوفيات (2010): 950 (13.2 لكل 1000)
- معدل النمو (2010): -118 (-1.6 لكل 1000)

### جماعات عرقية
| مجموعة عرقية | ٪ من الكل |
| ------------ | --------- |
| المولدوفيون  | 89.9      |
| الرومانيون   | 4.7       |
| الأوكرانيين  | 2.5       |
| الروس        | 2.1       |
| الكاكوز      | 0.1       |
| البلغار      | 0.2       |
| الغجر        | 0.3       |
| آخرون        | 0.2       |
| غير معلن     | 1.11      |

### دين
- المسيحيون - 97.8٪
  - المسيحيون الأرثوذكس - 94.3٪
  - البروتستانت - 3.5٪
    - المعمدانيون - 3.0٪
    - السبتيون - 0.3٪
    - الإنجيليون - 0.1٪
    - عيد العنصرة - 0.1٪
- أخرى 1.2٪
- لا دين 1.0٪